# Geometria molecular

Geometria molecular da água

Geometria molecular é o estudo de como os átomos estão distribuídos espacialmente em uma molécula. Esta pode assumir várias formas geométricas, dependendo dos átomos que a compõem. As principais classificações são: linear, angular, trigonal plana, piramidal e tetraédrica. É um parâmetro de importância fundamental para a previsão da polaridade de uma molécula.
Para se determinar a geometria de uma molécula, é preciso conhecer a teoria da repulsão dos pares eletrônicos da camada de valência que considera o ângulo tridimensional máximo de afastamento possível entre os ligantes, também chamado ângulo de diedro.
É importante ressaltar que a geometria molecular é diferente da geometria do domínio eletrônico, pois esta considera também os pares de elétrons não ligantes.

## Teoria da repulsão dos pares eletrônicos
A teoria da repulsão dos pares de elétrons da camada de valência (VSEPR, em inglês), proposta por Ronald Gillespie em 1963, aponta que os pares eletrônicos (elétrons de valência, ligantes ou não) do átomo central se comportam como nuvens eletrônicas que se repelem e, portanto, tendem a manter a maior distância possível entre si. Mas, como as forças de repulsão eletrônica não são suficientes para que a ligação entre os átomos seja desfeita, essa distância é verificada no ângulo formado entre eles. Técnicas como espectroscopia e difração de raios X são utilizadas para a determinação experimental de ângulos de ligação.

## Tipos de geometria molecular
As geometrias moleculares são obtidas a partir do arranjo molecular assumido por suas nuvens eletrônicas. As geometrias moleculares fundamentais são aquelas em que o átomo central não apresenta pares de elétrons não ligantes, são elas: geometria linear, trigonal ou trigonal plana, tetraédrica, bipiramidal trigonal ou bipirâmide trigonal, octaédrica e bipiramidal pentagonal ou bipirâmide pentagonal. Contudo, caso existam pares eletrônicos não ligantes, as geometrias moleculares assumem nomes específicos, sendo alguns deles: geometria angular, piramidal, gangorra, "T" e quadrada plana.
- Reto-linear: Acontece em toda molécula biatômica (que possui dois átomos), a exemplo do Ácido clorídrico (HCl),  ou em outra molécula cujos ângulos de ligação formem 180°, como a do gás carbônico (CO2), por exemplo, que contém apenas dois pares eletrônicos ligantes e nenhum isolado, apresentando um ângulo de 180° entre as ligações;
- Angular: Acontece em moléculas triatômicas (que possuem três átomos) e possuam pares de elétrons não-ligantes a exemplo do SO2  ou em outra molécula cujos ângulos de ligação formem 120°, como por exemplo a água,  que contém apenas dois pares eletrônicos ligantes e dois não-ligantes, apresentando um ângulo de 104° e 45 minutos entre as ligações;
- Trigonal plana ou trigonométrica: Acontece quando há três nuvens eletrônicas ao redor do átomo central . Estas devem fazer ligações químicas, formando um ângulo de 120° entre os átomos ligados ao átomo central. Obs: caso duas das nuvens eletrônicas forem de ligações químicas e uma de elétrons não ligantes a geometria é angular, como descrita acima;
- Tetraédrica: Acontece quando há quatro nuvens eletrônicas ao redor do átomo central e todas fazem ligações químicas. O átomo central assume o centro de um tetraedro regular. Ângulo de 109º 28' ;
- Forma de "T": Acontece quando há cinco nuvens eletrônicas ao redor do átomo central, três fazendo ligação química e duas não-ligantes. O átomo central assume o centro de uma letra T. Como exemplo cita-se a molécula ClF3. Os ângulos entre as ligações são de 180°;
- Piramidal Quadrada: Acontece quando há seis nuvens eletrônicas ao redor do átomo central, cinco fazendo ligação química e uma não-ligante. O átomo central assume o centro de uma pirâmide. Como exemplo cita-se a molécula BrF5. Os ângulos entre as ligações são de 84,8°;
- Quadrada plana: Acontece quando há seis nuvens eletrônicas ao redor do átomo central, quatro fazendo ligação química e duas não-ligantes. O átomo central assume o centro de um quadrado plano. Como exemplo cita-se a molécula XeF4. Os ângulos entre as ligações são de 90°;
- Pirâmidal: Acontece quando há quatro nuvens eletrônicas ao redor do átomo central, três fazendo ligação químicas e uma não-ligante. Como exemplo cita-se a molécula NH3. Os ângulos entre as ligações são de 110°;
- Bipirâmide Trigonal: Acontece quando há cinco nuvens eletrônicas ao redor do átomo central, todas fazendo ligação química. O átomo central assume o centro de uma bipiramide trigonal, sólido formado pela união de dois tetraedros por uma face comum. Como exemplo cita-se a molécula PCl5. Os ângulos entre as ligações são de 120° e 90°;
- Gangorra: Acontece quando há cinco nuvens eletrônicas ao redor do átomo central, quatro fazendo ligação química e uma não-ligante. Como exemplo cita-se a molécula SF4. Os ângulos entre as ligações são de 120° e 180°;
- Octaédrica: Acontece quando há seis nuvens eletrônicas ao redor do átomo central e todas fazem ligações químicas, formando ângulos de 90° nas regiões axiais e 180° nas regiões equatoriais;
- Bipiramidal Pentagonal: Acontece quando há sete nuvens eletrônicas ao redor do átomo central e todas fazem ligações químicas, totalizando oito elementos na estrutura. Os ângulos que podem ser obtidos com essa geometria são de 90° e 72°.

## Tabela de geometria molecular
| Domínios eletrônicos ou Nuvens eletrônicas | D.E. ligantes | D.E. não ligantes | Geometria              | Ângulo das ligações         | Exemplo | Imagem |
| ------------------------------------------ | ------------- | ----------------- | ---------------------- | --------------------------- | ------- | ------ |
| 2                                          | 2             | 0                 | linear                 | 180°                        | CO2     |        |
| 3                                          | 3             | 0                 | trigonal               | 120°                        | BF3     |        |
| 3                                          | 2             | 1                 | angular                | 120° (119°)                 | SO2     |        |
| 4                                          | 4             | 0                 | tetraédrica            | 109,5°                      | CH4     |        |
| 4                                          | 3             | 1                 | piramidal              | 109,5° (106,5°)             | NH3     |        |
| 4                                          | 2             | 2                 | angular                | 109,5° (104,5°)             | H2O     |        |
| 5                                          | 5             | 0                 | bipiramidal trigonal   | 90°, 120°                   | PCl5    |        |
| 5                                          | 4             | 1                 | gangorra               | 180°, 120° (173,1°, 101,6°) | SF4     |        |
| 5                                          | 3             | 2                 | forma de T             | 90°, 180° (87,5°, <180°)    | ClF3    |        |
| 5                                          | 2             | 3                 | linear                 | 180°                        | XeF2    |        |
| 6                                          | 6             | 0                 | octaédrica             | 90°                         | SF6     |        |
| 6                                          | 5             | 1                 | piramidal quadrada     | 90° (84,8°)                 | BrF5    |        |
| 6                                          | 4             | 2                 | quadrada plana         | 90°                         | XeF4    |        |
| 7                                          | 7             | 0                 | bipiramidal pentagonal | 90°, 72°                    | IF7     |        |